# Ivan Radoev
Ivan Radoev   (Sofia, 9 de setembre de 1901 - Sofia, 4 d'agost de 1985) fou un futbolista búlgar de la dècada de 1920.
Fou 2 cops internacional amb la selecció búlgara amb la qual participà en els Jocs Olímpics d'Estiu de 1924.
Pel que fa a clubs, defensà els colors de Levski Sofia.